# Marieholm
Marieholm – miejscowość (tätort) w Szwecji, w regionie administracyjnym (län) Skania, w gminie Eslöv.
Według danych Szwedzkiego Urzędu Statystycznego liczba ludności wyniosła: 1604 (31 grudnia 2015), 1645 (31 grudnia 2018) i 1689 (31 grudnia 2019).